# Heinkenszand
Heinkenszand ist ein Dorf in der Gemeinde Borsele in der niederländischen Provinz Zeeland und das administrative Zentrum dieser Gemeinde.
Die römisch-katholische Kirche St. Blasius in Heinkenszand wurde im neogotischen Stil erbaut. Die Kirche stammt aus dem Jahr 1866 und ist dem Heiligen Blasius gewidmet.

## Geboren in Heinkenszand
- Jacob Anton Schorer (* 1. März 1866–1957), Rechtsanwalt und Homosexuellen-Befreier
- Jan Raas (* 8. November 1952), Radfahrer, Teammanager und Sportdirektor
- Jan Eikelboom (* 27. November 1964), TV-Journalistin